# Robert Lukas (Rennfahrer)
Robert Lukas (* 5. Januar 1988) ist ein polnischer Teamchef eines Motorsport-Rennteams und ehemaliger Automobilrennfahrer.

## Karriere als Rennfahrer
Robert Lukas stieg 2004 in den Motorsport ein und startete im polnischen Fiat Seicento Cup. Im darauffolgenden Jahr fuhr er im polnischen VW Golf Cup und zwei Rennen in der Niederländischen Winter-Langstreckenserie.
Danach wechselte er zu den Porsche-Markenpokalen und fuhr von 2006 bis 2014, 2016 und 2018 im Porsche Carrera Cup Deutschland. In der Rennserie erzielte er mehrere Podestplatzierungen auf dem 2. und 3. Platz. 2013 und 2018 erreichte er mit dem achten Rang seine besten Gesamtwertungsergebnisse.
Ab der Saison 2010 stieg er auch in den Porsche Supercup ein und fuhr dort von 2010 bis 2017. Dort erreichte er 2016 und 2017 mit dem fünften Rang seine besten Gesamtergebnisse in der Rennserie.
Von 2014 bis 2017 trat er zusätzlich bei einigen Rennen in der Porsche GT3 Cup Challenge Central Europe an.
Er startete 2010 für Attempto Racing und 2014 für Farnbacher Racing bei vereinzelten Rennen in der ADAC GT Masters und wurde 2014 mit vier Rennteilnahmen 41. in der Gesamtwertung.
In der Saison 2017 fuhr er mit einem Porsche 911 GT3 R des Teams Förch Racing by Lukas Motorsport in der GT3 ProAm-Wertung der International GT Open und belegte den 20. Platz in der Gesamtwertung.
Lukas trat in seiner Rennfahrerlaufbahn mehrmals in 24-Stunden-Langstreckenrennen der 24H Series an. 2008 erreichte er mit einem VW Golf den siebten Rang in der D1-Rennwertung. Danach trat er mit Porsche-911-GT3-Cup-Rennwagen von 2010 bis 2012 und von 2015 bis 2017 in der Serie an. 2011 beendete er ein Rennen auf dem achten Platz in der A6-Wertung und 2015 wurde er beim 24-Stunden-Rennen von Dubai Fünfter in der 997-Wertung.
In der Saison 2018 startete er mit einem Porsche 911 GT3 R in der A6-Wertung der 24H GT Series und erzielte den 11. Gesamtplatz in der Meisterschaftswertung.

## Karriere als Teamchef
Robert Lukas ist Teamchef beim Rennteam Förch Racing. Das Team trat von 2010 bis 2020 in den Markenpokalen Porsche Carrera Cup Deutschland und Porsche Mobil 1 Supercup als FÖRCH Racing bzw. als FÖRCH Racing by Lukas Motorsport an.
Die größten Markenpokal-Teamerfolge waren 2020 der Gewinn der Teamwertung sowie 2013 und 2018 der dritte Platz in der Teamwertung im Carrera Cup Deutschland.